# 木村優太
木村 優太（きむら ゆうた、1985年5月21日 - ）は、秋田県鹿角市出身の元プロ野球選手（投手）。左投左打。本名及び2012年までの登録名は木村 雄太。

## 経歴

### プロ入り前
小学4年生の時に野球を始めると、鹿角市立花輪第二中学校時代は投手と一塁手を経験。
秋田経済法科大学付属高等学校（現在のノースアジア大学明桜高等学校）では3年生になって背番号「1」を与えられたが、県大会はベスト8止まりで、甲子園出場はできなかった。しかし、長身を生かした角度のある速球が注目を集め、“和製ランディ”の異名も付いた。
2003年のNPBドラフト会議では、早くから広島東洋カープに1巡目指名を確約されていたが、社会人野球の東京ガスに入部。2005年まで成績を残せなかったが、第76回都市対抗野球大会でNTT東日本の補強選手に選ばれた。
翌2006年には日本代表にも選ばれた。同年のNPBドラフト会議では横浜ベイスターズ・東北楽天ゴールデンイーグルス・千葉ロッテマリーンズの3球団が獲得を目指したが、木村はロッテへの入団を希望。しかし、ドラフト会議当日に横浜がウェーバー順で先に大学・社会人枠の3巡目で強行指名した。直後に横浜は大矢明彦監督ら総勢10名で木村に挨拶に出向いたが、「来たからってどうのこうのはない」と面会を拒否し、「来年になったら（希望入団枠クラスの）選手がいないのも知ってる」と残留を示唆した。結局契約には至らず、2007年1月に横浜は交渉を打ち切り、木村の獲得断念を発表した。
同年3月、西武ライオンズが、高校時代から「栄養費」として現金270万円を渡していたことが発覚した（裏金#日本プロ野球参照）。日本野球連盟は、木村を3月18日から1年間の謹慎と対外試合出場禁止、東京ガスにも5月下旬の都市対抗予選前までの公式戦出場禁止とした。しかし、木村が十分に反省しているなどの理由から、2008年3月1日以降の試合出場が許され、謹慎も解かれた。
2008年の第79回都市対抗野球大会ではJR東日本の補強選手に選ばれ、1回戦で勝利投手となった。なお、この試合ではマウンドを降りてそのまま一塁手のポジションに入ったが、再びマウンドに戻ることはなく次の投手が1人を討ち取ったあと守備固めの選手と交代している。同年秋のNPBドラフト会議で千葉ロッテマリーンズから1位指名を受け入団。

### ロッテ時代
2011年8月24日、対福岡ソフトバンクホークス戦で一軍初登板を果たし、1イニングながら強打者の内川聖一、アレックス・カブレラから三振を奪うなど能力の高さを見せつけた。

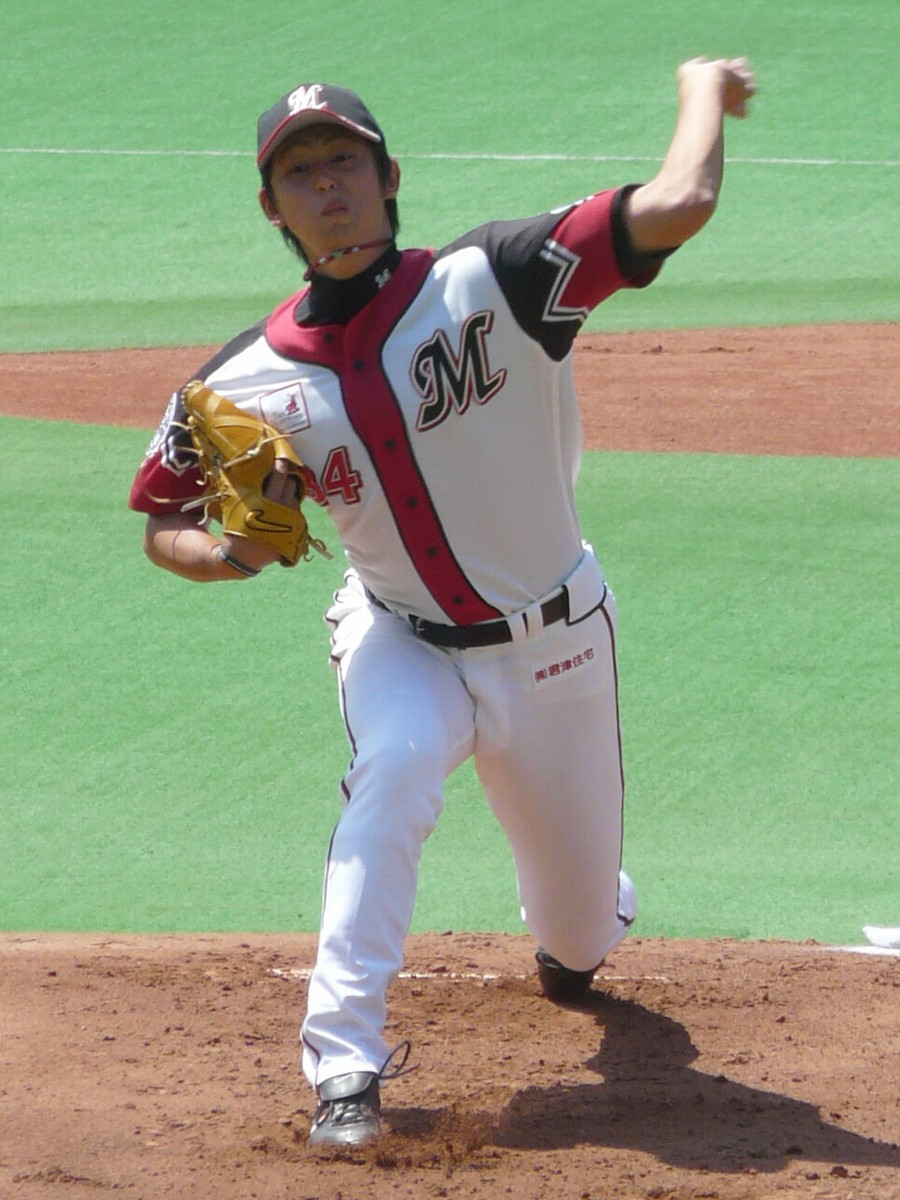
投球フォーム

最終的には13試合に登板し、防御率3.38の成績を残した。
2013年シーズンより、登録名を木村 優太（読みは本名と同じ）に変更した、これは2012年のオフに見てもらった占い師からの助言による。
2015年4月8日、対オリックス・バファローズ2回戦（京セラドーム大阪）に先発登板し、5回を4安打1失点に抑え、プロ入り7年目にして初勝利を挙げた。
同年12月5日、秋田県大館市で開催されたシンポジウム「夢の向こうにin秋田」（日本野球機構、日本プロ野球選手会、日本高野連主催）に、同じ県内出身・ゆかりの東北楽天・後藤光尊選手、ヤクルト・石山泰稚投手、DeNA・砂田毅樹投手を含めた8人の選手とともに参加し、県内32校272人の高校生に野球指導を行った。
2016年には、一軍公式戦6試合の登板で、0勝1敗、防御率4.22をマーク。しかし、10月1日に球団から戦力外通告を受けた。12月2日、自由契約公示された。

### ロッテ退団後
NPB他球団での現役続行を希望していることから、2016年11月12日には、阪神甲子園球場で開催の12球団合同トライアウトに参加。シートバッティング形式で打者3人と対戦したが、二塁打1本を含む2安打を許した。
翌年は日本不動産野球連盟の社会人軟式野球の積水ハウス京葉に在籍したが一年で退団し、引退。
引退後は、千葉県にある不動産仲介会社・晃南土地株式会社に転職して営業職についたが、短期間の勤務をもって退職した。
現在の行方は不明である。

## 詳細情報

### 年度別投手成績
| 年 度     | 球 団     | 登 板 | 先 発 | 完 投 | 完 封 | 無 四 球 | 勝 利 | 敗 戦 | セ 丨 ブ | ホ 丨 ル ド | 勝 率 | 打 者 | 投 球 回 | 被 安 打 | 被 本 塁 打 | 与 四 球 | 敬 遠 | 与 死 球 | 奪 三 振 | 暴 投 | ボ 丨 ク | 失 点 | 自 責 点 | 防 御 率 | W H I P |
| --------- | --------- | ----- | ----- | ----- | ----- | -------- | ----- | ----- | -------- | ----------- | ----- | ----- | -------- | -------- | ----------- | -------- | ----- | -------- | -------- | ----- | -------- | ----- | -------- | -------- | ------- |
| 2011      | ロッテ    | 13    | 0     | 0     | 0     | 0        | 0     | 1     | 0        | 1           | .000  | 61    | 16.0     | 12       | 0           | 3        | 0     | 0        | 10       | 0     | 0        | 6     | 6        | 3.38     | 0.94    |
| 2012      | ロッテ    | 4     | 0     | 0     | 0     | 0        | 0     | 0     | 0        | 0           | .000  | 31    | 6.2      | 7        | 1           | 3        | 0     | 1        | 7        | 0     | 0        | 3     | 3        | 4.05     | 1.61    |
| 2014      | ロッテ    | 19    | 2     | 0     | 0     | 0        | 0     | 1     | 0        | 0           | .000  | 177   | 37.0     | 48       | 4           | 19       | 0     | 2        | 24       | 0     | 0        | 23    | 22       | 5.35     | 1.81    |
| 2015      | ロッテ    | 5     | 4     | 0     | 0     | 0        | 1     | 3     | 0        | 0           | .250  | 82    | 17.1     | 23       | 2           | 8        | 0     | 1        | 7        | 2     | 0        | 16    | 15       | 7.79     | 1.79    |
| 2016      | ロッテ    | 6     | 0     | 0     | 0     | 0        | 0     | 1     | 0        | 0           | .000  | 50    | 10.2     | 17       | 2           | 3        | 1     | 0        | 8        | 1     | 0        | 5     | 5        | 4.22     | 1.88    |
| 通算：5年 | 通算：5年 | 47    | 6     | 0     | 0     | 0        | 1     | 6     | 0        | 1           | .143  | 401   | 87.2     | 107      | 9           | 36       | 1     | 4        | 56       | 3     | 0        | 53    | 51       | 5.24     | 1.63    |

### 記録
- 初登板：2011年8月24日、対福岡ソフトバンクホークス16回戦（福岡Yahoo! JAPANドーム）、7回裏に2番手で救援登板、1回無失点
- 初奪三振：同上、7回裏に内川聖一から見逃し三振
- 初ホールド：2011年9月18日、対オリックス・バファローズ20回戦（QVCマリンフィールド）、6回表に2番手で救援登板、1回無失点
- 初先発：2014年9月7日、対東北楽天ゴールデンイーグルス21回戦（QVCマリンフィールド）、4回5安打3失点で敗戦投手
- 初勝利・初先発勝利：2015年4月8日、対オリックス・バファローズ2回戦（京セラドーム大阪）、5回を4安打1失点

### 背番号
- 34 （2009年 - 2016年）

### 登録名
- 木村 雄太（きむら ゆうた、2009年 - 2012年）
- 木村 優太（同上、2013年 - 2016年）

### 日本代表キャリア
- 第16回IBAFインターコンチネンタルカップ日本代表（2006年）

### 登場曲
- 「The Band」Mando Diao（2011年 - 2014年）
- 「紅蓮の弓矢」Linked Horizon（2014年 - 2016年）